# تيم سميث (مقدم برامج إذاعية)
تيم سميث (بالإنجليزية: Tim Smith)‏ هو مقدم برامج إذاعية بريطاني، ولد في 16 فبراير 1961.